# Font FR
| FR ist das Kürzel für den Kanton Freiburg in der Schweiz. Es wird verwendet, um Verwechslungen mit anderen Einträgen des Namens Font zu vermeiden. |

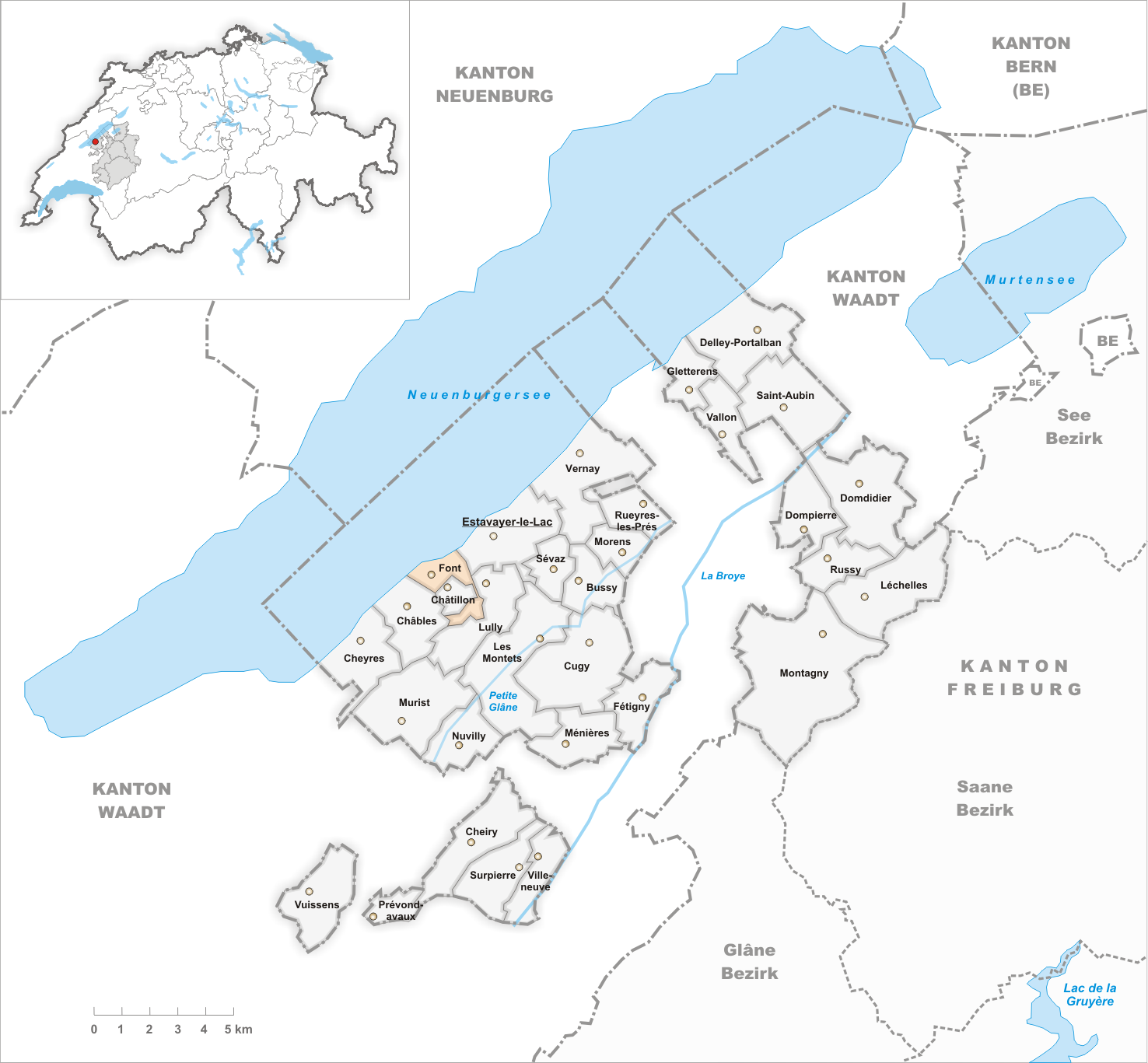
Gemeindestand vor der Fusion am 1. Januar 2012

Font war bis zum 31. Dezember 2011 eine politische Gemeinde im Distrikt Broye des Kantons Freiburg in der Schweiz. Das Dorf gehört heute zur Gemeinde Estavayer.

## Geographie
Font liegt auf 462 m ü. M., zweieinhalb Kilometer südwestlich des Bezirkshauptortes Estavayer-le-Lac (Luftlinie). Das Dorf erstreckt sich auf einer Geländeterrasse beidseits des Dorfbachs über dem Südufer des Neuenburgersees, am Fuss der südlich angrenzenden Molassehöhen, im nordwestlichen Freiburger Mittelland.
Die Fläche des 2,5 km² grossen Gemeindegebiets umfasst einen Abschnitt am Südufer des Neuenburgersees (rund 2 km Seeuferlinie). Im Bereich von Font besitzt der See einen flachen bis zu 400 m breiten Uferrandstreifen, der mit Ausnahme des Geländes unterhalb des Dorfes von einem Schilf- und Sumpfwaldgürtel bestanden ist. Diese Zonen gehören zum Naturschutzgebiet der Grande Cariçaie. Nach Süden erstreckt sich der Gemeindeboden über die Terrasse von Font bis auf die anschliessende Molassehöhe, an deren Rand mit 591 m ü. M. der höchste Punkt von Font erreicht wird. Im östlichen Gemeindeteil reicht das Gebiet über das Plateau von Montilly südwärts und in einem äusserst schmalen Streifen (teilweise nur 50 m breit) an den Bach Bainoz im Einzugsgebiet der Broye und umfasst auch den Wald Chèvrefu. Von der Gemeindefläche entfielen 1997 10 % auf Siedlungen, 30 % auf Wald und Gehölze, 54 % auf Landwirtschaft, und etwas weniger als 6 % war unproduktives Land (Schilfgürtel).
Zu Font gehören die Weiler Vers-l'Eglise (481 m ü. M.) auf einem Vorsprung am Nordhang der Molassehöhen über dem Neuenburgersee, Mussillens (523 m ü. M.) im Tal des Bainoz sowie einige Einzelhöfe.

## Bevölkerung
Mit 356 Einwohnern (Stand 31. Dezember 2011) gehörte Font zu den kleinen Gemeinden des Kantons Freiburg. Von den Bewohnern sind 94,8 % französischsprachig, 4,9 % deutschsprachig, und 0,4 % sprechen Italienisch (Stand 2000). Die Bevölkerungszahl von Font belief sich 1850 auf 233 Einwohner, 1900 auf 206 Einwohner. Im Verlauf des 20. Jahrhunderts pendelte die Bevölkerungszahl im Bereich von 200 bis 240 Einwohnern. Erst seit 1980 (192 Einwohner) wurde ein deutliches Bevölkerungswachstum verzeichnet.
Einwohnerzahlen: Volkszählungsdaten

## Wirtschaft
Font war bis in die zweite Hälfte des 20. Jahrhunderts ein vorwiegend durch die Landwirtschaft geprägtes Dorf. Im 18. Jahrhundert wurden hier Edelkastanien kultiviert. Noch heute haben der Ackerbau, der Obstbau und die Viehzucht einen wichtigen Stellenwert in der Erwerbsstruktur der Bevölkerung. Westlich des Dorfes gibt es am Schlosshügel ein kleines Weinbaugebiet. Weitere Arbeitsplätze sind im lokalen Kleingewerbe und im Dienstleistungssektor vorhanden. In den letzten Jahrzehnten hat sich Font dank seiner attraktiven Lage auch zu einer Wohngemeinde entwickelt. Viele Erwerbstätige sind deshalb Wegpendler, die hauptsächlich in Estavayer-le-Lac sowie in den Regionen Payerne und Yverdon-les-Bains arbeiten. In der Nähe des Ufers des Neuenburgersees gibt es einige Ferien- und Wochenendhäuser.

## Verkehr
Die Gemeinde ist verkehrsmässig recht gut erschlossen. Sie liegt an der Hauptstrasse von Yverdon-les-Bains nach Estavayer-le-Lac. Der nächste Anschluss an die Autobahn A1 (Lausanne-Bern), die im Jahr 2001 eröffnet wurde und das südliche Gemeindegebiet durchquert, befindet sich rund 5 km vom Ortskern entfernt. Durch eine Buslinie der Transports publics Fribourgeois, die von Estavayer-le-Lac über Châbles nach Cheyres verkehrt, ist Font an das Netz des öffentlichen Verkehrs angebunden. Durch das Gemeindegebiet verläuft seit 1878 die Bahnlinie von Yverdon nach Payerne, die jedoch keine Haltestelle bei Font besitzt.

## Geschichte
Font kann auf eine sehr lange Siedlungsgeschichte zurückblicken. Schon während des Neolithikums und der Bronzezeit war das Seeufer besiedelt. Auch aus der Römerzeit wurden Spuren entdeckt, darunter römische Münzen.
Die erste urkundliche Erwähnung des Ortes erfolgte 1011, als König Rudolf III. von Burgund die Burg Font seiner Frau Irmengarde schenkte. 1228 erschien die Bezeichnung Fons. Der Ortsname ist vom lateinischen Wort fons (Quelle) abgeleitet. Im Lauf des 11. Jahrhunderts, nach dem Zerfall des Burgundischen Reiches, entwickelte sich Font zum Zentrum einer Herrschaft, die zunächst den Herren von Glâne, von Gruyères-Montsalvens und von Blonay unterstand, bevor sie 1267 unter die Lehnsherrschaft von Peter II. von Savoyen kam und in die Abhängigkeit der Herren von Estavayer gelangte. Zu Beginn des 14. Jahrhunderts spaltete sich eine Seitenlinie der Herren von Font ab, die sich fortan Font-La Molière nannte und auf der Burg La Molière (bei Murist) residierte.
Im Jahr 1475 wurde die Burg von den Eidgenossen im Rahmen der Burgunderkriege zerstört. Font kam darauf unter die Herrschaft von Freiburg. 1520 wurde es zusammen mit den Nachbarorten Châbles und Châtillon in der freiburgischen Vogtei Font zusammengefasst, zu der 1536 auch La Molière und schliesslich 1608 Vuissens stiessen. Der von Freiburg eingesetzte Vogt amtete bis 1608 auf dem Schloss Font, danach wurde sein Sitz nach Vuissens verlegt.
Nach dem Zusammenbruch des Ancien Régime (1798) gehörte Font während der Helvetik und der darauffolgenden Zeit zum Bezirk Estavayer, bevor es 1848 in den neu geschaffenen Bezirk Broye eingegliedert wurde. Bis 1801 bildete Font zusammen mit Châbles und Châtillon eine Grosspfarrei; erst danach wurden die Gemeindegüter aufgetrennt.

## Sehenswürdigkeiten
Die Pfarrkirche Saint-Sulpice wurde um 1560 errichtet, während der heutige Turm erst 1823 erbaut wurde. Die Kirche besitzt eine reiche Sammlung an Reliquiarien. Von der ehemaligen, 1475 zerstörten Burg Font ist abgesehen von einigen Mauerresten nichts mehr übrig. Daneben wurde im 16. Jahrhundert das neue Schloss errichtet, in dem die Landvögte residierten. Im Weiteren besitzt Font ein Wegkreuz aus dem 14. Jahrhundert mit einer bemerkenswerten Reliefdarstellung. In der Ebene nahe dem Seeufer befindet sich die Pierre de mariage, ein Findling, der Unfruchtbarkeit heilen soll.